# Pierpaolo Piccioli
Pierpaolo Piccioli é um estilista de moda italiano.
Nascido em Roma, inicialmente pensou em se dedicar ao cinema, mas voltou-se para a moda e formou-se na sede romana do Istituto Europeo di Design, sendo influenciado pela fotografia de moda de Deborah Turbeville e Irving Penn. Na década de 1980 conheceu a estilista Maria Grazia Chiuri e em 1989 juntos passaram a trabalhar para a grife Fendi, assumindo a área de acessórios e iniciando uma duradoura parceria criativa, que seria continuada a partir de 1999 na grife Valentino. Com a aposentadoria do fundador da marca em 2008, ambos dividiram a direção criativa. Sua atuação deu novo impulso à grife, renovando a linha masculina e criando uma nova linha de acessórios. Suas peças foram elogiadas e em 2015 a dupla recebeu o prêmio do Council of Fashion Designers of America.
Com a retirada de Chiuri para a grife Dior em 2016, Piccioli passou a assinar sozinho as coleções. Podendo estabelecer suas próprias ideias sem interferência, e sendo dono de um estilo considerado original e ousado,  inspirado em referências de várias épocas, seu nome se consagrou no mundo da alta costura.
A partir de então as coleções que criou foram invariavelmente aclamadas e desencadearam grande repercussão. Em matéria para a revista Fashion Forward, Camila Yahn disse: "Fazer roupas bonitas – ainda mais com o budget [orçamento] e a estrutura dessas grifes – não parece um trabalho tão difícil assim dentro desse círculo. O que pouco se vê são mudanças de padrões. Mudar algo que já está consolidado, isso poucos fazem. Mudar e fazer com que a percepção das pessoas em relação a essa transformação seja 100% positiva, aí sim, você deu um passo". Escrevendo para a Vogue sobre sua coleção de prêt-à-porter de março de 2018, Sara Mower declarou: "Seria difícil citar algum outro nome nos altos escalões da moda que venha exibindo um senso de elegância moderna tão inclusivo, identificável e sem esforço como o de Pierpaolo Piccioli. Depois da sensacional coleção de janeiro de alta costura, seria difícil acreditar que ele pudesse oferecer outra coleção tão rapidamente. [...] Mas esta coleção foi um banquete para as mulheres de todas as idades, de todos os tipos de corpo e de todos os gostos. Ele prestou uma homenagem à dignidade e deliciou com suas cores maravilhosas. Bravo, Piccioli. Foi extraordinário". Sua coleção de outono de 2018 também recebeu elogios entusiásticos da imprensa internacional. Sally Singer, também para a Vogue, disse: "Piccioli ofereceu um desfile de tons tão extravagantemente saturados, de proporções tão impositivas, e de artesania tão acabada que deixou o público a seus pés e em seu encerramento levou às lágrimas o próprio Valentino". A revista Fashionista comentou que "qualquer um que trabalha com ou estuda moda lhe dirá que uma vez a cada lua azul ocorre um desfile que é tão sublime, inspirado e impecavelmente executado que será lembrado como modelo comparativo por muito tempo. Este raro fenômeno ocorreu na última quarta-feira em Paris, quando o estilista Pierpaolo Piccioli apresentou sua coleção de outono de alta costura para a grife Valentino".